# Edward Selzer
Edward Selzer, detto Eddie (Harlem, 12 gennaio 1893 – Los Angeles, 22 febbraio 1970), è stato un produttore cinematografico statunitense.
È stato alla guida della Warner Bros. Cartoons dal 1944 al 1958, subentrando a Leon Schlesinger. Ha vinto quattro Oscar al miglior cortometraggio d'animazione su undici candidature, per i film La torta di Titti, Per motivi sentimentali, Piè veloce Gonzales e Silvestro il moralista, e un Oscar al miglior cortometraggio documentario (So Much for So Little).
Ha prodotto quasi 400 cortometraggi animati, anche se il suo nome non è quasi mai comparso nei titoli.

## Filmografia parziale
- La torta di Titti (Tweetie Pie), regia di Friz Freleng - cortometraggio (1947)
- Per motivi sentimentali (For Scent-imental Reasons), regia di Chuck Jones - cortometraggio (1949)
- So Much for So Little, regia di Chuck Jones e Friz Freleng - cortometraggio documentario (1949)
- Piè veloce Gonzales (Speedy Gonzales), regia di Friz Freleng - cortometraggio (1955)
- Silvestro il moralista (Birds Anonymous), regia di Friz Freleng - cortometraggio (1957)